# Amtsgericht Bremen

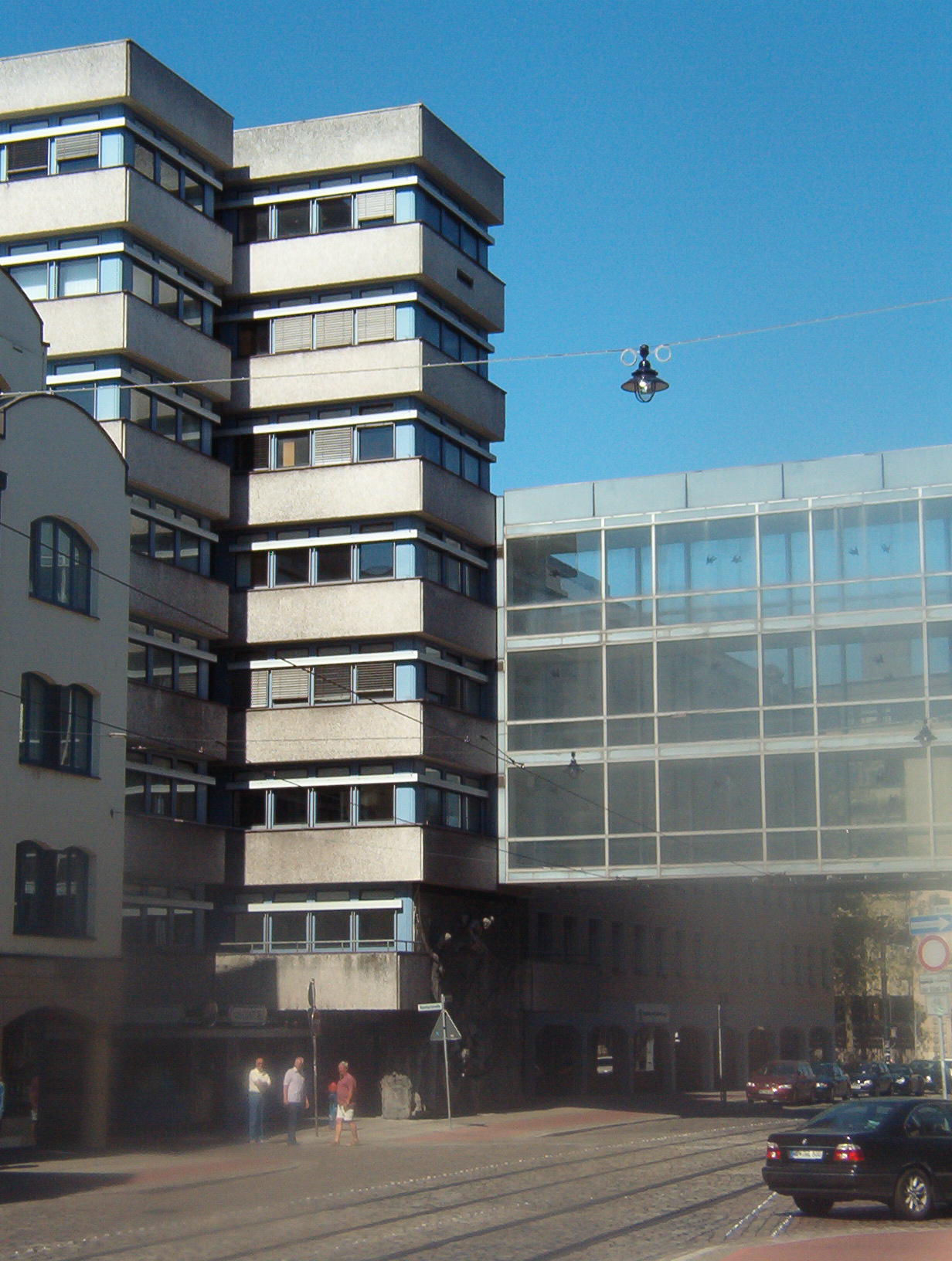
Das AG Bremen mit Glasbrücke zum LG Bremen

Das Amtsgericht Bremen ist ein Gericht der ordentlichen Gerichtsbarkeit und eines von drei Amtsgerichten (AG) im Bezirk des Landgerichtes Bremen und der Freien Hansestadt Bremen.

## Gerichtssitz und -bezirk
Sitz des Gerichts ist Bremen. Das AG Bremen ist innerhalb der Stadt Bremen örtlich zuständig für die Stadtbezirke West, Mitte, Ost und Süd. Für den Stadtbezirk Nord ist das Amtsgericht Bremen-Blumenthal zuständig.

## Sachliche Zuständigkeit
Das AG Bremen ist zuständig für Zivil-, Familien-, Straf-, Grundbuch-, Betreuungs-, Nachlass- und Vollstreckungsangelegenheiten. Es werden unter anderem  vermögensrechtliche Streitigkeiten bis zu einem Wert von 5.000 Euro verhandelt. Ferner ist es Zentrales Mahngericht des Landes Bremen.
Das Amtsgericht Bremen ist Landwirtschaftsgericht für die Amtsgerichtsbezirke Bremen und Bremen-Blumenthal.

## Mitarbeiter
2015 waren 291 Mitarbeiter beim Amtsgericht Bremen beschäftigt.
Präsident des Amtsgerichts ist seit dem 1. Juli 2019 Jörg Lockfeldt.

## Gebäude
Das Gerichtsgebäude des Amtsgerichtes befindet sich in der Ostertorstr. 25–31, 28195 Bremen, die Zwangsversteigerungs- und Insolvenzabteilung im benachbarten Gebäude des Landgerichts Bremen. Das Grundbuchamt ist in der Zweigstelle Hans-Böckler-Str. 50, 28217 Bremen (Eingang Altonaer Straße), untergebracht.
Bei dem am 29. Oktober 1961 fertiggestellten Gerichtsgebäude handelt es sich um einen Neubau, der seit September 1975 über einen Anbau durch eine mehrstöckige Glasbrücke mit dem alten Gerichtsgebäude verbunden ist. In dem Altbau ist das Landgericht Bremen untergebracht.

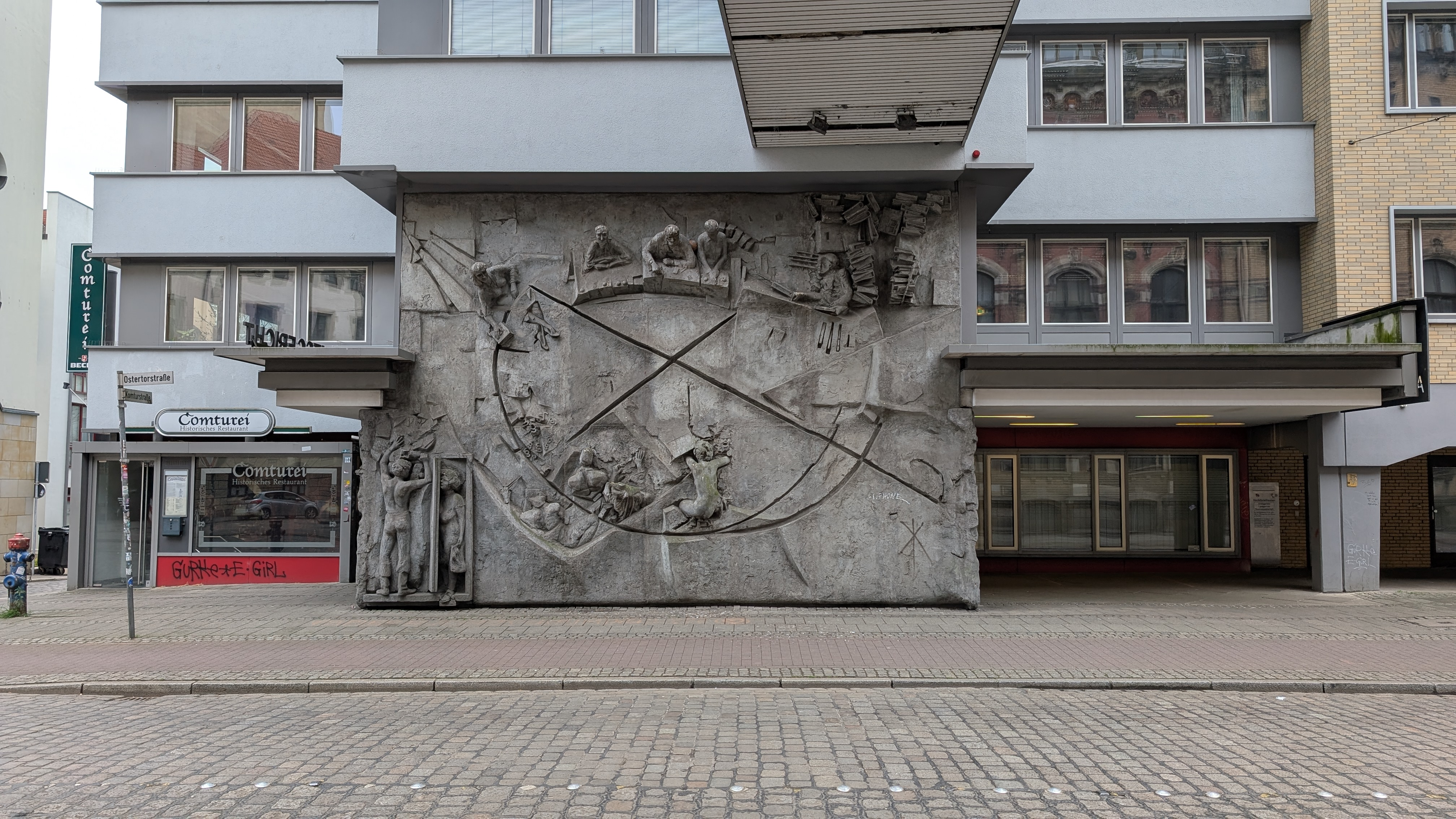
Im Fadenkreuz der Justiz (Relief am Neubau Amtsgericht Bremen; Manfred Lohrengel 1973)

## Übergeordnete Gerichte
Dem AG Bremen unmittelbar übergeordnet ist das Landgericht Bremen. Das AG Bremen gehört zum Bezirk des Hanseatischen Oberlandesgerichtes Bremen.